# Curtiss-Wright AT-9
El Curtiss-Wright AT-9 Jeep fue un entrenador avanzado bimotor usado por Estados Unidos durante la Segunda Guerra Mundial, para cubrir el hueco entre los entrenadores monomotores y los aviones de combate bimotores. El AT-9 tenía una configuración monoplana de ala baja cantilever, tren de aterrizaje retráctil y estaba propulsado por dos motores radiales Lycoming R-680-9.

## Desarrollo
Curtiss-Wright se anticipó al requerimiento de este modelo de aeronave de "altas prestaciones" y diseñó el Curtiss-Wright CW-25, un entrenador bimotor, que poseía las características de despegue y aterrizaje de un bombardero ligero. Usando el mismo diseño básico del más grande Cessna AT-17 Bobcat, el nuevo CW-25 fue diseñado para simular las demandas de las operaciones con polimotores. El diseño presentaba una disposición pequeña, agrupando dos motores radiales Lycoming R-680-9 bien adelante y usando un tren de aterrizaje retráctil para alcanzar las prestaciones necesarias para cubrir los requerimientos de un entrenador avanzado. El único prototipo del CW-25 adquirido para evaluación tenía la estructura del fuselaje de tubos de acero soldados, con alas, fuselaje y unidad de cola recubiertos de tela.

## Historia operacional

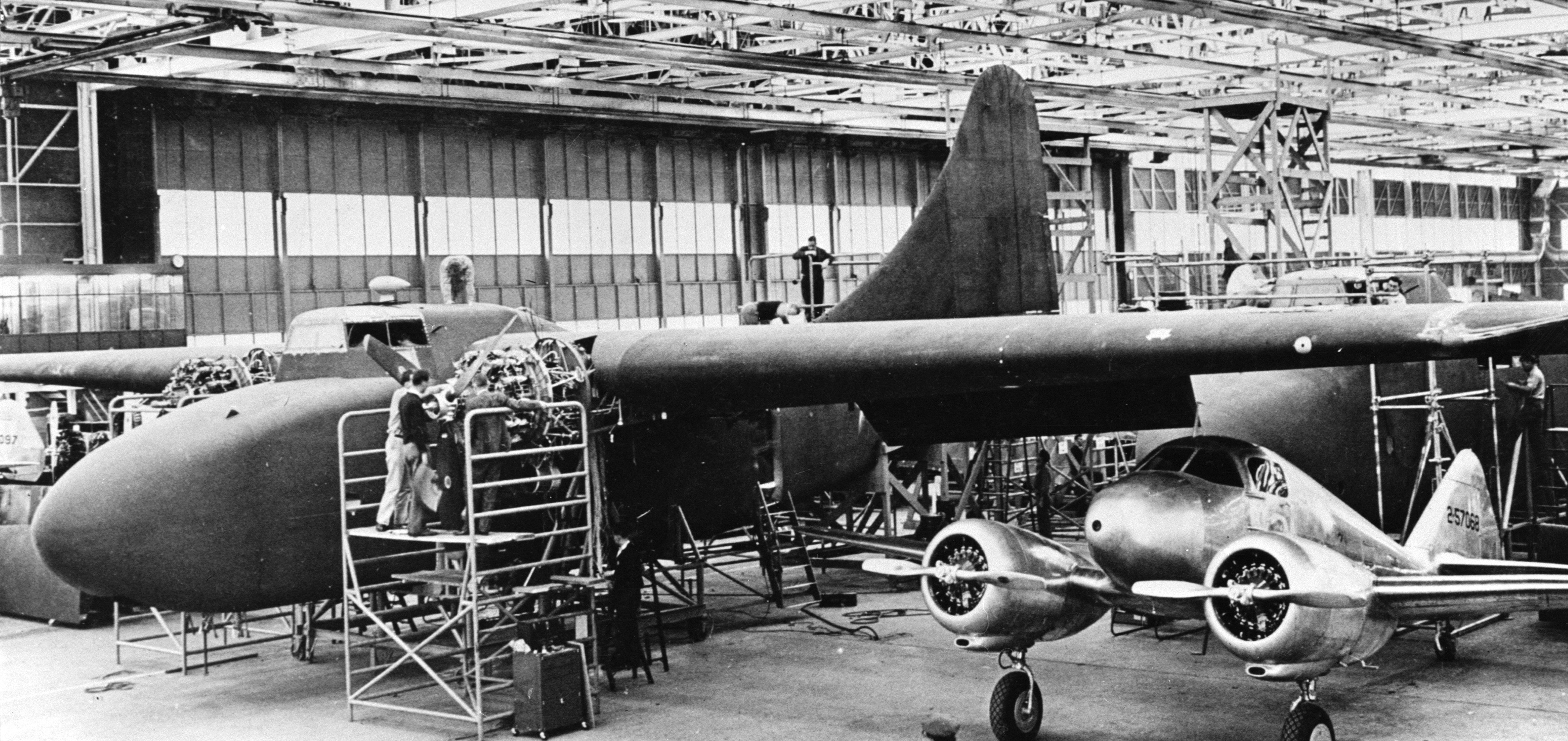
Curtiss AT-9A bajo el ala de un C-76 Caravan en Curtiss-Wright en 1943.

El primer prototipo del Model 25 voló en 1941 y la versión de producción entró en servicio como AT-9 en 1942. Bautizado Fledgling por Curtiss-Wright, llegó a conocerse comúnmente como Jeep en las Fuerzas Aéreas del Ejército de los Estados Unidos (USAAF). El prototipo del CW-25 tenía un fuselaje de tubos de acero recubierto de tela, y alas y unidad de cola también recubiertos de tela, pero los AT-9 de producción eran de construcción de recubrimiento metálico sujeto a esfuerzos.
El AT-9 fue diseñado a propósito para ser menos estable y demostró ser difícil de volar o aterrizar, lo que lo hizo especialmente idóneo para enseñar a los nuevos pilotos a enfrentarse a las exigentes características de vuelo de aeronaves polimotores de nueva generación de altas prestaciones como el Martin B-26 Marauder y el Lockheed P-38 Lightning. El comediante George Gobel fue entrenador en bases aéreas del Ejército en Oklahoma, tanto del AT-9, como del B-26.
Se construyó un total de 491 AT-9 antes de finalizara la producción, y se comenzó una nueva tirada de 300 ejemplares del, en general, similar AT-9A.
A causa de sus difíciles características de vuelo, el AT-9 no fue ofrecido para la venta a civiles tras la guerra, aunque muchos ejemplares sin capacidad de vuelo fueron entregados a escuelas terrestres para entrenamiento.

## Variantes
CW-25
Prototipo con fuselaje y superficies de cola recubiertos de tela.
AT-9
Aeronaves de producción con recubrimiento sujeto a esfuerzos y dos motores radiales Lycoming R-680-9, 491 construidos.
AT-9A
AT-9 con motores radiales Lycoming R-680-11 y sistema hidráulico revisado, 300 construidos antes de que cesara la producción en febrero de 1943.

## Operadores
Estados Unidos
- Fuerzas Aéreas del Ejército de los Estados Unidos
- Fuerza Aérea de los Estados Unidos

## Supervivientes

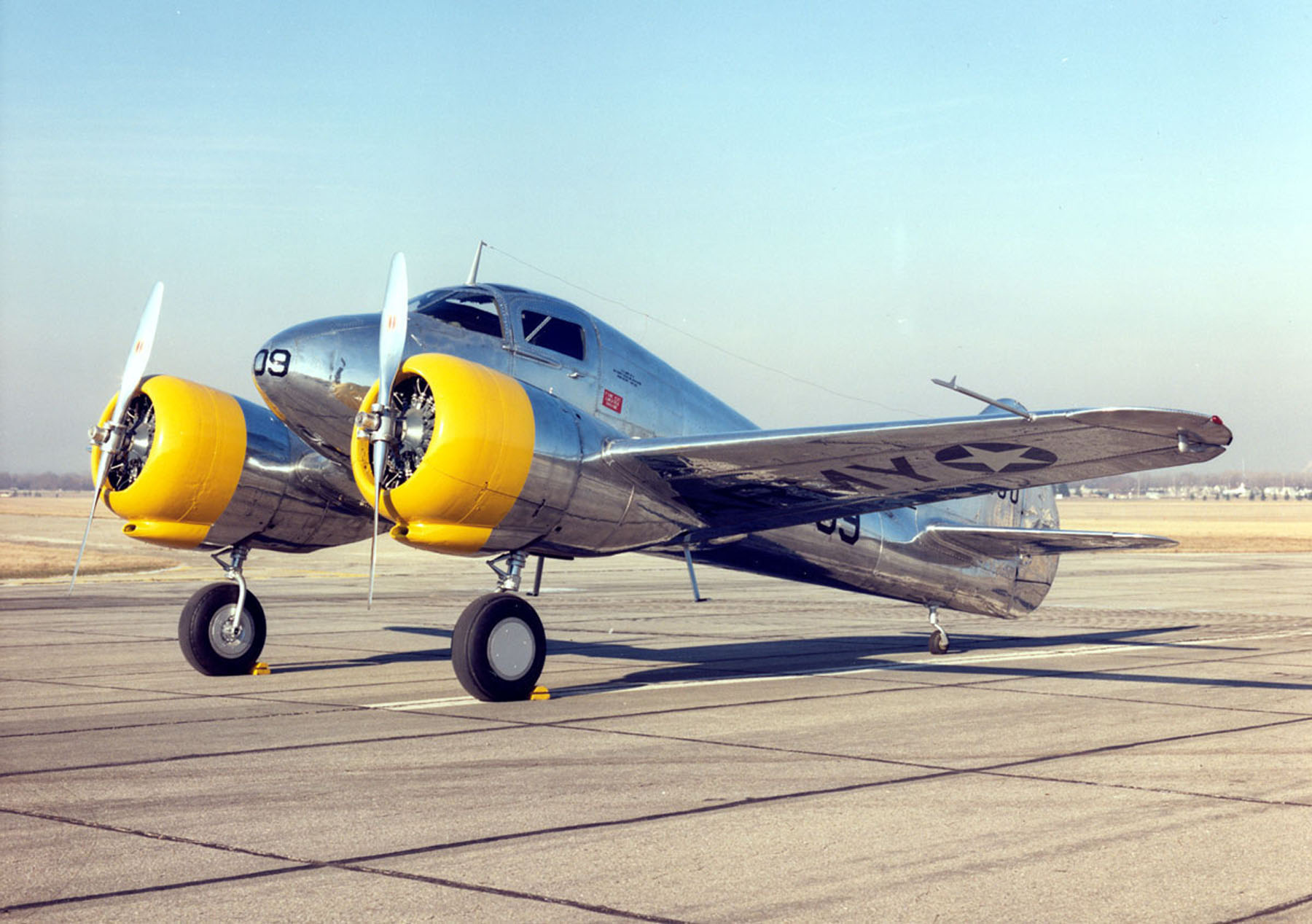
Curtiss AT-9 Jeep USAF

Actualmente, sobreviven dos AT-9, un AT-9A en exhibición permanente en el Museo Nacional de la Fuerza Aérea de Estados Unidos en Dayton (Ohio). Esta aeronave requiere una extensa restauración y fue el producto del personal del museo de incorporar dos células incompletas juntas, además de piezas fabricadas localmente. Aunque los restos de un AT-9A recuperados del lugar de un accidente en 2003 fueron llevados al Pima Air & Space Museum para su restauración, la aeronave está incompleta y requerirá una larga y extensa restauración para su exhibición.

## Especificaciones (AT-9)
Referencia datos: Curtiss Aircraft 1907–1947

### Características generales
- Tripulación: Dos (estudiante e instructor)
- Longitud: 9,7 m (31,7 ft)
- Envergadura: 12,3 m (40,3 ft)
- Altura: 3 m (9,8 ft)
- Superficie alar: 21,6 m² (232,5 ft²)
- Perfil alar: raíz: NACA 23015.9 ; punta: NACA 4410[6]
- Peso vacío: 2038 kg (4491,8 lb)
- Peso cargado: 2749 kg (6058,8 lb)
- Planta motriz: 2× motor radial de 9 cilindros refrigerado por aire Lycoming R-680-9.
  - Potencia: 220 kW (303 HP; 299 CV) cada uno.
- Hélices: Bipala

### Rendimiento
- Velocidad máxima operativa (Vno): 317 km/h (197 MPH; 171 kt)
- Velocidad crucero (Vc): 282 km/h (175 MPH; 152 kt)
- Alcance: 1210 km (653 nmi; 752 mi)
- Techo de vuelo: 5800 m (19 029 ft)
- Tiempo a altitud: 3000 m (10 000 pies) en 8 min 36 s

## Aeronaves relacionadas

### Aeronaves similares
- Beechcraft AT-10 Wichita
- Beech C-45 Expeditor
- Cessna AT-17 Bobcat

### Secuencias de designación
- Secuencia CW-_ (interna de Curtiss-Wright): ← CW-22 - CW-23 - CW-24 - CW-25 - CW-26 - CW-27 - CW-29 →
- Secuencia AT-_ (Entrenador Avanzado del USAAS/USAAC/USAAF, 1925-1948): ← AT-6 - AT-7 - AT-8 - AT-9 - AT-10 - AT-11 - AT-12 →